# دودمان ولف

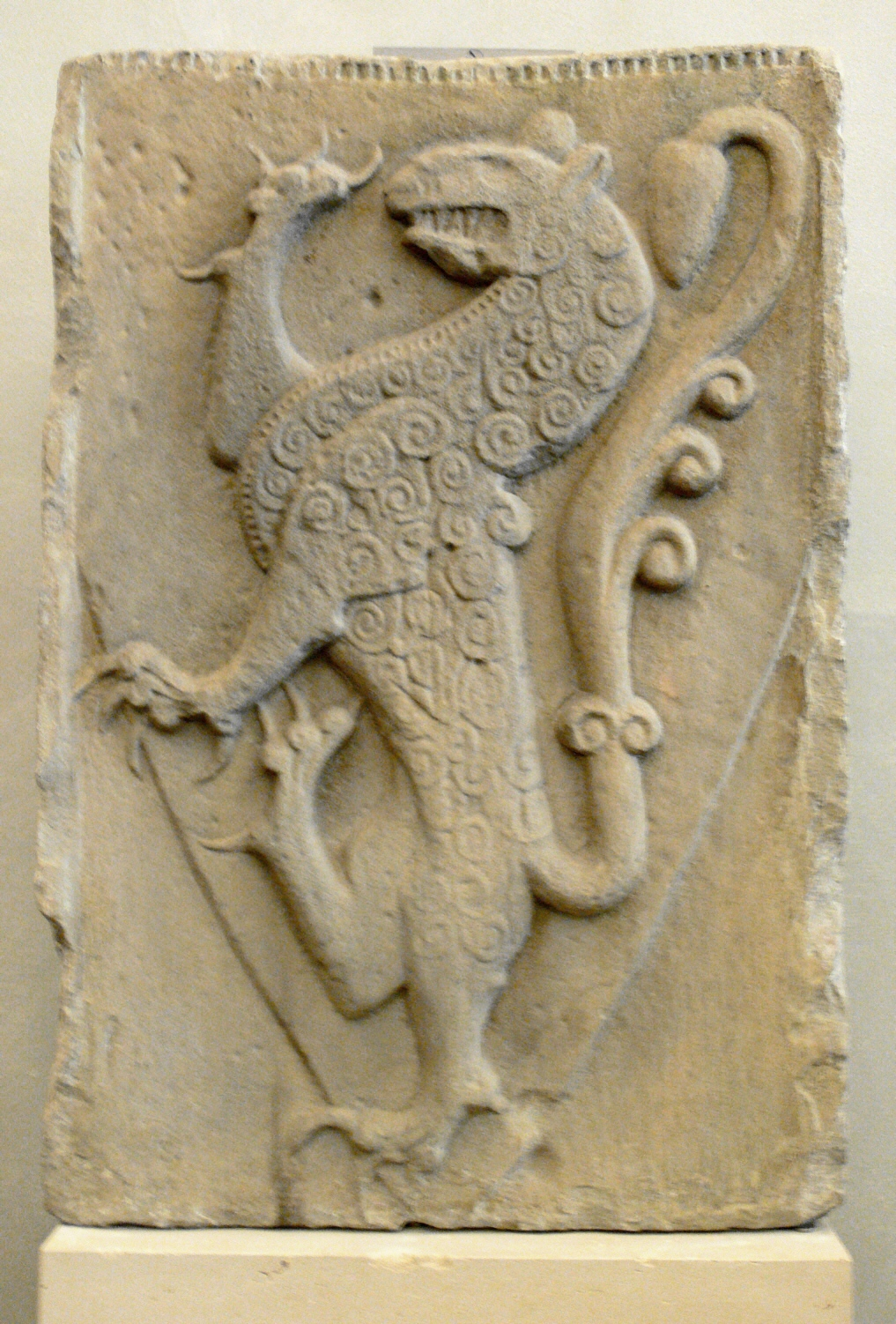
نشان دودمان ولف مربوط به سدهٔ سیزدهم میلادی، بایرن

دودمان ولف (به آلمانی: Welf) نام دودمانی اروپایی بود که شماری از اعضای آن از سدهٔ یازده تا بیستم میلادی در آلمان و بریتانیا بر سر کار آمدند. همچنین امپراتور روسیه، ایوان ششم از این دوده بود.
اتوی چهارم پسر هاینریش شیر از دودمان ولف بود که میان سال‌های ۱۱۹۸ تا ۱۲۱۵ میلادی بر امپراتوری مقدس روم فرمان‌می‌راند.

## خاستگاه
دودمان ولف شاخهٔ کهن‌تری از دودمان استه است که اعضایش در سدهٔ نهم میلادی در لمباردی می‌زیستند. از این رو گاه این دودمان را ولف-استه هم می‌خوانند. نخستین عضو این خاندان هم ولف چهارم بود که در ۱۰۷۰ میلادی دوک بایرن شد.